# Kawasaki H1R
Kawasaki H1R — гоночный мотоцикл, разработанный компанией Kawasaki для участия в чемпионате мира по шоссейно-кольцевым мотогонкам в классе 500cc на базе модели уличного мотоцикла Kawasaki H1. Kawasaki H1R оснащен двухтактным трехцилиндровым двигателем.
В 1970 году Джинджер Моллой закончил чемпионат на втором месте, уступив Джакомо Агостини на MV Agusta. Фирма Kawasaki также заняла второе место в чемпионате конструкторов.
В 1971 году Дейв Симмондс, выступая на HR1, выиграл финальную гонку сезона, которая прошла на трассе «Харама» около Мадрида. Симмондс занял 4 место в чемпионате.
В следующим сезоне — 1972 года, Kawasaki закончил Кубок конструкторов на четвёртом месте. Лучшим результатом года было второе место в Испании и третье место на Гран-при Острова Мэн.